# Liste der Baudenkmäler im Wuppertaler Wohnquartier Sedansberg
Die Liste der Baudenkmäler im Wuppertaler Wohnquartier Sedansberg enthält die denkmalgeschützten Bauwerke auf dem Gebiet von Wuppertal-Sedansberg in Nordrhein-Westfalen (Stand: November 2011). Diese Baudenkmäler sind in der Denkmalliste der Stadt Wuppertal eingetragen; Grundlage für die Aufnahme ist das Denkmalschutzgesetz Nordrhein-Westfalen (DSchG NRW).

## Auszug aus der Denkmalliste

### Eingetragene Baudenkmäler
| Bild                             | Bezeichnung                                                             | Lage                                                       | Beschreibung | Bauzeit   | Eingetragen seit   | Denkmal- nummer |
| -------------------------------- | ----------------------------------------------------------------------- | ---------------------------------------------------------- | --- | --------- | ------------------ | --------------- |
| weitere Bilder                   | Siedlung (Siedlung Nordpark)                                            | Sedansberg (Siedlung Nordpark)                             | Zur Siedlung Nordpark gehören Bürgerallee 5-11, Klingelholl 33, 35, Schwerinstraße 1-11, 2-18, Seydlitzstraße 1-15, 2-8, 16-22, Zietenstraße 1, 2, 5-13, 6, 8, 12-18, 21-41 |           |                    | 0               |
| weitere Bilder                   | Siedlung (Siedlung Riescheider Straße)                                  | Sedansberg (Siedlung Riescheider Straße)                   | Zur Siedlung Riescheider Straße gehören die Gebäude Riescheider Straße 4, 6, 8, 8a, 10, 10a, 12, 12a, 14, 16                                                                |           | 12. September 1996 | 0               |
| weitere Bilder                   | Siedlung (Wohnhof Friedrich-Senger-Platz)                               | Sedansberg (Siedlung Wohnhof Friedrich-Senger-Platz)       | Zur Siedlung Wohnhof Friedrich-Senger-Platz gehören: Friedrich-Senger-Platz 4-12, Schützenstraße 35, 41                                                                     |           | 21. August 1984    | 111             |
| weitere Bilder                   | Siedlung (Wohnhof Klingelholl)                                          | Sedansberg (Siedlung Wohnhof Klingelholl)                  | Zur Siedlung Wohnhof Klingelholl gehören: Bürgerallee 2-6 und Klingelholl 41-51                                                                                             |           | 27. August 1996    | 3987            |
| weitere Bilder                   | Siedlung (Siedlung Münzstraße)                                          | Sedansberg (Siedlung Wohnhof Münzstraße)                   | Zur Siedlung Münzstraße gehören Münzstraße 5-13 |           | 27. August 1996    | 0               |
| weitere Bilder                   | Siedlung (Wohnkolonie Am Nordpark)                                      | Sedansberg (Siedlung Wohnkolonie Am Nordpark)              | Zur Siedlung Wohnkolonie Am Nordpark gehören: Am Nordpark 1-17, 2-22 |           |                    | 0               |
| weitere Bilder                   | Fabrikgebäude – Knopfproduktion (Knopffabrik PSW)                       | Sedansberg Alarichstraße 18                                | | 1906/07   | 25. Februar 1999   | 4099            |
| weitere Bilder                   | Siedlungshaus (Wohnkolonie Am Nordpark)                                 | Sedansberg Am Nordpark 1                                   | Bestandteil der Siedlung Wohnkolonie Am Nordpark | 1925      | 27. November 1992  | 2563            |
| weitere Bilder                   | Siedlungshaus (Wohnkolonie Am Nordpark)                                 | Sedansberg Am Nordpark 2                                   | Bestandteil der Siedlung Wohnkolonie Am Nordpark | 1925      | 27. November 1992  | 2555            |
| weitere Bilder                   | Siedlungshaus (Wohnkolonie Am Nordpark)                                 | Sedansberg Am Nordpark 3                                   | Bestandteil der Siedlung Wohnkolonie Am Nordpark | 1925      | 9. März 1993       | 2818            |
| weitere Bilder                   | Siedlungshaus (Wohnkolonie Am Nordpark)                                 | Sedansberg Am Nordpark 4                                   | Bestandteil der Siedlung Wohnkolonie Am Nordpark, eine bauliche Einheit und eine D-Nummer mit Am Nordpark 6                                                                 | 1925      | 24. November 1992  | 2546            |
| weitere Bilder                   | Siedlungshaus (Wohnkolonie Am Nordpark)                                 | Sedansberg Am Nordpark 5                                   | Bestandteil der Siedlung Wohnkolonie Am Nordpark | 1925      | 9. März 1993       | 2816            |
| weitere Bilder                   | Siedlungshaus (Wohnkolonie Am Nordpark)                                 | Sedansberg Am Nordpark 6                                   | Bestandteil der Siedlung Wohnkolonie Am Nordpark, eine bauliche Einheit und eine D-Nummer mit Am Nordpark 4                                                                 | 1925      | 24. November 1992  | 2546            |
| weitere Bilder                   | Siedlungshaus (Wohnkolonie Am Nordpark)                                 | Sedansberg Am Nordpark 7                                   | Bestandteil der Siedlung Wohnkolonie Am Nordpark | 1925      | 9. März 1993       | 2817            |
| weitere Bilder                   | Siedlungshaus (Wohnkolonie Am Nordpark)                                 | Sedansberg Am Nordpark 8                                   | Bestandteil der Siedlung Wohnkolonie Am Nordpark | 1925      | 26. November 1992  | 2553            |
| weitere Bilder                   | Siedlungshaus (Wohnkolonie Am Nordpark)                                 | Sedansberg Am Nordpark 9                                   | Bestandteil der Siedlung Wohnkolonie Am Nordpark | 1925      | 9. März 1993       | 2821            |
| weitere Bilder                   | Siedlungshaus (Wohnkolonie Am Nordpark)                                 | Sedansberg Am Nordpark 10                                  | Bestandteil der Siedlung Wohnkolonie Am Nordpark, eine bauliche Einheit und eine D-Nummer mit Am Nordpark 12                                                                | 1925      | 24. November 1992  | 2548            |
| weitere Bilder                   | Siedlungshaus (Wohnkolonie Am Nordpark)                                 | Sedansberg Am Nordpark 11                                  | Bestandteil der Siedlung Wohnkolonie Am Nordpark | 1925      | 9. März 1993       | 2820            |
| weitere Bilder                   | Siedlungshaus (Wohnkolonie Am Nordpark)                                 | Sedansberg Am Nordpark 12                                  | Bestandteil der Siedlung Wohnkolonie Am Nordpark, eine bauliche Einheit und eine D-Nummer mit Am Nordpark 10                                                                | 1925      | 26. November 1992  | 2548            |
| weitere Bilder                   | Siedlungshaus (Wohnkolonie Am Nordpark)                                 | Sedansberg Am Nordpark 13                                  | Bestandteil der Siedlung Wohnkolonie Am Nordpark | 1925      | 25. Februar 1993   | 2789            |
| weitere Bilder                   | Siedlungshaus (Wohnkolonie Am Nordpark)                                 | Sedansberg Am Nordpark 14                                  | Bestandteil der Siedlung Wohnkolonie Am Nordpark, eine bauliche Einheit und eine D-Nummer mit Am Nordpark 16                                                                | 1925      | 28. September 1992 | 2469            |
| weitere Bilder                   | Siedlungshaus (Wohnkolonie Am Nordpark)                                 | Sedansberg Am Nordpark 15                                  | Bestandteil der Siedlung Wohnkolonie Am Nordpark | 1925      | 1. Oktober 1992    | 2476            |
| weitere Bilder                   | Siedlungshaus (Wohnkolonie Am Nordpark)                                 | Sedansberg Am Nordpark 16                                  | Bestandteil der Siedlung Wohnkolonie Am Nordpark, eine bauliche Einheit und eine D-Nummer mit Am Nordpark 14                                                                | 1925      | 28. September 1992 | 2469            |
| weitere Bilder                   | Siedlungshaus (Wohnkolonie Am Nordpark)                                 | Sedansberg Am Nordpark 17                                  | Bestandteil der Siedlung Wohnkolonie Am Nordpark | 1925      | 8. September 1992  | 2417            |
| weitere Bilder                   | Siedlungshaus (Wohnkolonie Am Nordpark)                                 | Sedansberg Am Nordpark 18                                  | Bestandteil der Siedlung Wohnkolonie Am Nordpark, eine bauliche Einheit und eine D-Nummer mit Am Nordpark 20                                                                | 1925      | 21. August 1992    | 2383            |
| weitere Bilder                   | Siedlungshaus (Wohnkolonie Am Nordpark)                                 | Sedansberg Am Nordpark 20                                  | Bestandteil der Siedlung Wohnkolonie Am Nordpark. Eine bauliche Einheit und eine D-Nummer mit Am Nordpark 18                                                                | 1925      | 21. August 1992    | 2383            |
| weitere Bilder                   | Siedlungshaus (Wohnkolonie Am Nordpark)                                 | Sedansberg Am Nordpark 22                                  | Bestandteil der Siedlung Wohnkolonie Am Nordpark | 1925      | 1. Oktober 1992    | 2478            |
| weitere Bilder                   | Wohnhaus                                                                | Sedansberg Appellstraße 21                                 | |           | 19. Januar 2019    | 4253            |
| weitere Bilder                   | Siedlungshaus (Wohnhof Klingelholl)                                     | Sedansberg Bürgerallee 2                                   | Bestandteil der Siedlung Wohnhof Klingelholl | 1921/22   | 27. August 1996    | 3987            |
| weitere Bilder                   | Siedlungshaus (Wohnhof Klingelholl)                                     | Sedansberg Bürgerallee 4                                   | Bestandteil der Siedlung Wohnhof Klingelholl | 1921/22   | 27. August 1996    | 3987            |
| weitere Bilder                   | Siedlungshaus (Siedlung Nordpark)                                       | Sedansberg Bürgerallee 5                                   | Bestandteil der Siedlung Nordpark | 1912      | 25. Februar 1993   | 2786            |
| weitere Bilder                   | Siedlungshaus (Wohnhof Klingelholl)                                     | Sedansberg Bürgerallee 6                                   | Bestandteil der Siedlung Wohnhof Klingelholl | 1921/22   | 27. August 1996    | 3987            |
| weitere Bilder                   | Siedlungshaus (Siedlung Nordpark)                                       | Sedansberg Bürgerallee 7                                   | Bestandteil der Siedlung Nordpark | 1912      | 2. März 1993       | 2793            |
| weitere Bilder                   | Siedlungshaus (Siedlung Nordpark)                                       | Sedansberg Bürgerallee 9                                   | Bestandteil der Siedlung Nordpark | 1912      | 4. März 1993       | 2800            |
| weitere Bilder                   | Siedlungshaus (Siedlung Nordpark)                                       | Sedansberg Bürgerallee 11                                  | Bestandteil der Siedlung Nordpark | 1912      | 4. März 1993       | 2799            |
| weitere Bilder                   | Wohn- und Geschäftshaus                                                 | Sedansberg Drosselstraße 2                                 | eine bauliche Einheit und eine D-Nummer mit Drosselstraße 4 und Sedanstraße 88                                                                                              |           | 23. August 1999    | 4118            |
| weitere Bilder                   | Wohn- und Geschäftshaus                                                 | Sedansberg Drosselstraße 4                                 | eine bauliche Einheit und eine D-Nummer mit Drosselstraße 2 und Sedanstraße 88                                                                                              |           | 23. August 1999    | 4118            |
| weitere Bilder                   | Siedlungshaus (Wohnhof Friedrich-Senger-Platz)                          | Sedansberg Friedrich-Senger-Platz 4                        | Bestandteil der Siedlung Wohnhof Friedrich-Senger-Platz | 1927      | 21. August 1984    | 111             |
| weitere Bilder                   | Siedlungshaus (Wohnhof Friedrich-Senger-Platz)                          | Sedansberg Friedrich-Senger-Platz 6                        | Bestandteil der Siedlung Wohnhof Friedrich-Senger-Platz | 1927      | 21. August 1984    | 111             |
| weitere Bilder                   | Siedlungshaus (Wohnhof Friedrich-Senger-Platz)                          | Sedansberg Friedrich-Senger-Platz 8                        | Bestandteil der Siedlung Wohnhof Friedrich-Senger-Platz | 1927      | 21. August 1984    | 111             |
| weitere Bilder                   | Siedlungshaus (Wohnhof Friedrich-Senger-Platz)                          | Sedansberg Friedrich-Senger-Platz 10                       | Bestandteil der Siedlung Wohnhof Friedrich-Senger-Platz | 1927      | 21. August 1984    | 111             |
| weitere Bilder                   | Siedlungshaus (Wohnhof Friedrich-Senger-Platz)                          | Sedansberg Friedrich-Senger-Platz 12                       | Bestandteil der Siedlung Wohnhof Friedrich-Senger-Platz | 1927      | 21. August 1984    | 111             |
| weitere Bilder                   | Siedlungshaus (Wohnhof Friedrich-Senger-Platz)                          | Sedansberg Friedrich-Senger-Platz 14                       | Bestandteil der Siedlung Wohnhof Friedrich-Senger-Platz | 1927      | 21. August 1984    | 111             |
| weitere Bilder                   | Siedlungshaus (Wohnhof Friedrich-Senger-Platz)                          | Sedansberg Friedrich-Senger-Platz 16                       | Bestandteil der Siedlung Wohnhof Friedrich-Senger-Platz | 1927      | 21. August 1984    | 111             |
| weitere Bilder                   | Fabrik- und Kontorgebäude                                               | Sedansberg Hatzfelder Straße 12                            | |           | 4. Dezember 2001   | 4147            |
| weitere Bilder                   | Friedhof (Jüdischer Friedhof Hugostraße)                                | Sedansberg Hugostraße 21                                   | |           | 16. Februar 2005   | 4220            |
| weitere Bilder                   | Friedhofskapelle (Evangelischer Friedhof Hugostraße)                    | Sedansberg Hugostraße 29                                   | |           | 16. Juni 2009      | 4234            |
| weitere Bilder                   | Wohnhaus                                                                | Sedansberg Klingelholl 9                                   | | 1926      | 31. Juli 1992      | 2353            |
| weitere Bilder                   | Siedlungshaus (Siedlung Nordpark)                                       | Sedansberg Klingelholl 33                                  | | 1923      | 26. März 1993      | 2851            |
| weitere Bilder                   | Siedlungshaus (Siedlung Nordpark)                                       | Sedansberg Klingelholl 35                                  | | 1923      | 26. März 1993      | 2852            |
| weitere Bilder                   | Siedlungshaus (Wohnhof Klingelholl)                                     | Sedansberg Klingelholl 41                                  | Bestandteil der Siedlung Wohnhof Klingelholl | 1921/22   | 27. August 1996    | 3987            |
| weitere Bilder                   | Siedlungshaus (Wohnhof Klingelholl)                                     | Sedansberg Klingelholl 43                                  | Bestandteil der Siedlung Wohnhof Klingelholl | 1921/22   | 27. August 1996    | 3987            |
| weitere Bilder                   | Siedlungshaus (Wohnhof Klingelholl)                                     | Sedansberg Klingelholl 45                                  | Bestandteil der Siedlung Wohnhof Klingelholl | 1921/22   | 27. August 1996    | 3987            |
| weitere Bilder                   | Siedlungshaus (Wohnhof Klingelholl)                                     | Sedansberg Klingelholl 47                                  | Bestandteil der Siedlung Wohnhof Klingelholl | 1921/22   | 27. August 1996    | 3987            |
| weitere Bilder                   | Siedlungshaus (Wohnhof Klingelholl)                                     | Sedansberg Klingelholl 49                                  | Bestandteil der Siedlung Wohnhof Klingelholl | 1921/22   | 27. August 1996    | 3987            |
| weitere Bilder                   | Siedlungshaus (Wohnhof Klingelholl)                                     | Sedansberg Klingelholl 51                                  | Bestandteil der Siedlung Wohnhof Klingelholl | 1921/22   | 27. August 1996    | 3987            |
| Wohnhaus                         | Wohnhaus                                                                | Sedansberg Leimbacher Straße 118                           | |           | 4. Juni 2020       | 4255            |
| weitere Bilder                   | Villa                                                                   | Sedansberg Märkische Straße 121                            | |           | 20. Oktober 1992   | 2505            |
| weitere Bilder                   | Wohnhaus                                                                | Sedansberg Märkische Straße 121 a                          | eine D-Nummer mit Märkische Straße 121b |           | 27. Oktober 1992   | 2516            |
| weitere Bilder                   | Wohnhaus                                                                | Sedansberg Märkische Straße 121 b                          | eine D-Nummer mit Märkische Straße 121a |           | 27. Oktober 1992   | 2516            |
| weitere Bilder                   | Gaststätte                                                              | Sedansberg Mallack 1                                       | |           | 4. Februar 1992    | 2022            |
| weitere Bilder                   | Hofeshaus (Hofeshaus Klingelholl / Wohnhaus)                            | Sedansberg Melanchthonstraße 26                            | | 17. Jh.   | 17. September 1985 | 584             |
| weitere Bilder                   | Steingaden (Steingaden)                                                 | Sedansberg Melanchthonstraße 30                            | |           | 13. Februar 1995   | 3661            |
| Wohnhaus                         | Wohnhaus                                                                | Sedansberg Münzstraße 2                                    | |           | 11. September 1996 | 4008            |
| weitere Bilder                   | Wohnhaus                                                                | Sedansberg Münzstraße 3                                    | |           | 23. September 1996 | 4028            |
| weitere Bilder                   | Siedlungshaus (Wohnhof Münzstraße)                                      | Sedansberg Münzstraße 5                                    | Bestandteil der Siedlung Wohnhof Münzstraße, eine D-Nummer mit Münzstraße 7                                                                                                 |           | 27. August 1996    | 3998            |
| weitere Bilder                   | Wohnhaus                                                                | Sedansberg Münzstraße 6                                    | |           | 10. September 1996 | 4007            |
| weitere Bilder                   | Siedlungshaus (Wohnhof Münzstraße)                                      | Sedansberg Münzstraße 7                                    | Bestandteil der Siedlung Wohnhof Münzstraße, eine D-Nummer mit Münzstraße 5                                                                                                 |           | 27. August 1996    | 3998            |
| weitere Bilder                   | Siedlungshaus (Wohnhof Münzstraße)                                      | Sedansberg Münzstraße 9                                    | Bestandteil der Siedlung Wohnhof Münzstraße |           | 27. August 1996    | 3997            |
| weitere Bilder                   | Siedlungshaus (Wohnhof Münzstraße)                                      | Sedansberg Münzstraße 11                                   | Bestandteil der Siedlung Wohnhof Münzstraße, eine D-Nummer mit Münzstraße 13                                                                                                |           | 27. August 1996    | 3988            |
| weitere Bilder                   | Siedlungshaus (Wohnhof Münzstraße)                                      | Sedansberg Münzstraße 13                                   | Bestandteil der Siedlung Wohnhof Münzstraße, eine D-Nummer mit Münzstraße 11                                                                                                |           | 27. August 1996    | 3988            |
| weitere Bilder                   | Brotverladeraum (Konsumgenossenschaft Vorwärts – Barmen)                | Sedansberg Münzstraße 47                                   | eine D-Nummer mit Münzstraße 49, 51, 53 und Bahnzufahrtstunnel |           | 19. April 2000     | 4137            |
| weitere Bilder                   | Wagenhalle (Konsumgenossenschaft Vorwärts – Barmen)                     | Sedansberg Münzstraße 49                                   | eine D-Nummer mit Münzstraße 47, 51, 53 und Bahnzufahrtstunnel |           | 19. April 2000     | 4137            |
| weitere Bilder                   | Alte Bäckerei (Konsumgenossenschaft Vorwärts – Barmen)                  | Sedansberg Münzstraße 51                                   | eine D-Nummer mit Münzstraße 47, 49, 53, Großbäckerei und Bahnzufahrtstunnel                                                                                                | 1906      | 19. April 2000     | 4137            |
| weitere Bilder                   | Großbäckerei (Konsumgenossenschaft Vorwärts – Barmen)                   | Sedansberg Münzstraße 51                                   | eine D-Nummer mit Münzstraße 47, 49, 53, Alter Bäckerei und Bahnzufahrtstunnel                                                                                              | 1914-1916 | 19. April 2000     | 4137            |
| weitere Bilder                   | Kontor- und Verwaltungsgebäude (Konsumgenossenschaft Vorwärts – Barmen) | Sedansberg Münzstraße 53                                   | eine D-Nummer mit Münzstraße 47, 49, 51 und Bahnzufahrtstunnel | 1908      | 19. April 2000     | 4137            |
| weitere Bilder                   | Bahnzufahrtstunnel (Konsumgenossenschaft Vorwärts – Barmen)             | Sedansberg Münzstraße                                      | eine D-Nummer mit Münzstraße 47, 49, 51, 53 | 1906      | 19. April 2000     | 4137            |
| weitere Bilder                   | Wohnhaus                                                                | Sedansberg Riescheider Straße 1                            | |           | 11. Juni 1985      | 512             |
| weitere Bilder                   | Siedlungshaus (Siedlung Riescheider Straße)                             | Sedansberg Riescheider Straße 4                            | Bestandteil der Siedlung Riescheider Straße. Eine D-Nummer mit Riescheider Straße 6, 8                                                                                      | 1922/23   | 12. September 1996 | 4012            |
| weitere Bilder                   | Siedlungshaus (Siedlung Riescheider Straße)                             | Sedansberg Riescheider Straße 6                            | Bestandteil der Siedlung Riescheider Straße. Eine D-Nummer mit Riescheider Straße 4, 8                                                                                      | 1922/23   | 12. September 1996 | 4012            |
| weitere Bilder                   | Siedlungshaus (Siedlung Riescheider Straße)                             | Sedansberg Riescheider Straße 8                            | Bestandteil der Siedlung Riescheider Straße. Eine D-Nummer mit Riescheider Straße 4, 6                                                                                      | 1922/23   | 12. September 1996 | 4012            |
| weitere Bilder                   | Siedlungshaus (Siedlung Riescheider Straße)                             | Sedansberg Riescheider Straße 8 a                          | Bestandteil der Siedlung Riescheider Straße. Eine D-Nummer mit Riescheider Straße 10a, 12a                                                                                  | 1926/27   | 12. September 1996 | 4011            |
| weitere Bilder                   | Siedlungshaus (Siedlung Riescheider Straße)                             | Sedansberg Riescheider Straße 10                           | Bestandteil der Siedlung Riescheider Straße. Eine D-Nummer mit Riescheider Straße 12                                                                                        | 1922/23   | 12. September 1996 | 4014            |
| weitere Bilder                   | Siedlungshaus (Siedlung Riescheider Straße)                             | Sedansberg Riescheider Straße 10 a                         | Bestandteil der Siedlung Riescheider Straße. Eine D-Nummer mit Riescheider Straße 8a, 12a                                                                                   | 1922/23   | 12. September 1996 | 4011            |
| weitere Bilder                   | Siedlungshaus (Siedlung Riescheider Straße)                             | Sedansberg Riescheider Straße 12                           | Bestandteil der Siedlung Riescheider Straße. Eine D-Nummer mit Riescheider Straße 10                                                                                        | 1922/23   | 12. September 1996 | 4014            |
| weitere Bilder                   | Siedlungshaus (Siedlung Riescheider Straße)                             | Sedansberg Riescheider Straße 12 a                         | Bestandteil der Siedlung Riescheider Straße. Eine D-Nummer mit Riescheider Straße 8a, 10a                                                                                   | 1922/23   | 12. September 1996 | 4011            |
| weitere Bilder                   | Siedlungshaus (Siedlung Riescheider Straße)                             | Sedansberg Riescheider Straße 14                           | Bestandteil der Siedlung Riescheider Straße. Eine D-Nummer mit Riescheider Straße 16                                                                                        | 1922/23   | 12. September 1996 | 4013            |
| weitere Bilder                   | Siedlungshaus (Siedlung Riescheider Straße)                             | Sedansberg Riescheider Straße 16                           | Bestandteil der Siedlung Riescheider Straße. Eine D-Nummer mit Riescheider Straße 14                                                                                        | 1922/23   | 12. September 1996 | 4013            |
| weitere Bilder                   | Kirche (Katholische Kirche St. Marien)                                  | Sedansberg Sankt-Martins-Weg 1                             | |           | 19. September 1996 | 4026            |
| weitere Bilder                   | Pfarrhaus                                                               | Sedansberg Sankt-Martins-Weg 1                             | |           | 19. September 1996 | 4027            |
| weitere Bilder                   | Siedlungshaus (Wohnhof Friedrich-Senger-Platz)                          | Sedansberg Schützenstraße 35                               | Bestandteil der Siedlung Wohnhof Friedrich-Senger-Platz |           | 21. August 1984    | 111             |
| weitere Bilder                   | Siedlungshaus (Wohnhof Friedrich-Senger-Platz)                          | Sedansberg Schützenstraße 41                               | Bestandteil der Siedlung Wohnhof Friedrich-Senger-Platz |           | 21. August 1984    | 111             |
| weitere Bilder                   | Schulgebäude                                                            | Sedansberg Schützenstraße 101                              | | 1895/96   | 18. Oktober 2000   | 4153            |
| weitere Bilder                   | Siedlungshaus (Siedlung Nordpark)                                       | Sedansberg Schwerinstraße 1                                | Bestandteil der Siedlung Nordpark | 1913      | 20. Januar 1993    | 2701            |
| Siedlungshaus(Siedlung Nordpark) | Siedlungshaus (Siedlung Nordpark)                                       | Sedansberg Schwerinstraße 2                                | Bestandteil der Siedlung Nordpark, eine D-Nummer mit Schwerinstraße 4 | 1912      | 22. März 1993      | 2840            |
| weitere Bilder                   | Siedlungshaus (Siedlung Nordpark)                                       | Sedansberg Schwerinstraße 3                                | Bestandteil der Siedlung Nordpark | 1913      | 20. Januar 1993    | 2702            |
| weitere Bilder                   | Siedlungshaus (Siedlung Nordpark)                                       | Sedansberg Schwerinstraße 4                                | Bestandteil der Siedlung Nordpark, eine D-Nummer mit Schwerinstraße 2 | 1912      | 22. März 1993      | 2840            |
| weitere Bilder                   | Siedlungshaus (Siedlung Nordpark)                                       | Sedansberg Schwerinstraße 5                                | Bestandteil der Siedlung Nordpark | 1914      | 27. Januar 1993    | 2710            |
| weitere Bilder                   | Bürogebäude (Siedlung Nordpark)                                         | Sedansberg Schwerinstraße 6                                | Bestandteil der Siedlung Nordpark | 1912      | 23. März 1993      | 2844            |
| weitere Bilder                   | Siedlungshaus (Siedlung Nordpark)                                       | Sedansberg Schwerinstraße 7                                | Bestandteil der Siedlung Nordpark | 1916      | 17. März 1993      | 2836            |
| weitere Bilder                   | Siedlungshaus (Siedlung Nordpark)                                       | Sedansberg Schwerinstraße 8                                | Bestandteil der Siedlung Nordpark | 1912      | 9. März 1992       | 2812            |
| weitere Bilder                   | Siedlungshaus (Siedlung Nordpark)                                       | Sedansberg Schwerinstraße 9                                | Bestandteil der Siedlung Nordpark | 1913      | 9. März 1993       | 2803            |
| weitere Bilder                   | Siedlungshaus (Siedlung Nordpark)                                       | Sedansberg Schwerinstraße 10                               | Bestandteil der Siedlung Nordpark | 1912/13   | 26. März 1993      | 2853            |
| weitere Bilder                   | Siedlungshaus (Siedlung Nordpark)                                       | Sedansberg Schwerinstraße 11                               | Bestandteil der Siedlung Nordpark | 1913      | 9. März 1993       | 2809            |
| weitere Bilder                   | Siedlungshaus (Siedlung Nordpark)                                       | Sedansberg Schwerinstraße 12                               | Bestandteil der Siedlung Nordpark | 1913      | 10. Dezember 1992  | 2599            |
| weitere Bilder                   | Siedlungshaus (Siedlung Nordpark)                                       | Sedansberg Schwerinstraße 14                               | Bestandteil der Siedlung Nordpark | 1913      | 9. März 1993       | 2806            |
| weitere Bilder                   | Siedlungshaus (Siedlung Nordpark)                                       | Sedansberg Schwerinstraße 16                               | Bestandteil der Siedlung Nordpark | 1913      | 9. März 1993       | 2815            |
| weitere Bilder                   | Siedlungshaus (Siedlung Nordpark)                                       | Sedansberg Schwerinstraße 18                               | Bestandteil der Siedlung Nordpark | 1913      | 4. März 1993       | 2798            |
| weitere Bilder                   | Wohn- und Geschäftshaus                                                 | Sedansberg Sedanstraße 44                                  | |           | 13. April 1989     | 1565            |
| weitere Bilder                   | Wohnhaus                                                                | Sedansberg Sedanstraße 46                                  | |           | 12. April 1988     | 1332            |
| weitere Bilder                   | Wohn- und Geschäftshaus                                                 | Sedansberg Sedanstraße 48                                  | |           | 21. Mai 1996       | 3909            |
| weitere Bilder                   | Wohnhaus                                                                | Sedansberg Sedanstraße 49                                  | |           | 18. Juli 1984      | 56              |
| weitere Bilder                   | Wohnhaus                                                                | Sedansberg Sedanstraße 50                                  | |           | 18. Dezember 1985  | 679             |
| weitere Bilder                   | Wohnhaus                                                                | Sedansberg Sedanstraße 51                                  | |           | 10. Juni 1996      | 3933            |
| weitere Bilder                   | Wohnhaus                                                                | Sedansberg Sedanstraße 52                                  | |           | 18. Juli 1984      | 57              |
| weitere Bilder                   | Wohnhaus                                                                | Sedansberg Sedanstraße 53                                  | eine D-Nummer mit Sedanstraße 55, 57, 59 |           | 17. Dezember 1992  | 2628            |
| weitere Bilder                   | Wohnhaus                                                                | Sedansberg Sedanstraße 54                                  | |           | 21. Mai 1996       | 3910            |
| weitere Bilder                   | Wohnhaus                                                                | Sedansberg Sedanstraße 55                                  | eine D-Nummer mit Sedanstraße 53, 57, 59 |           | 17. Dezember 1992  | 2628            |
| weitere Bilder                   | Wohn- und Geschäftshaus                                                 | Sedansberg Sedanstraße 56                                  | |           | 22. Mai 1996       | 3914            |
| weitere Bilder                   | Wohnhaus                                                                | Sedansberg Sedanstraße 57                                  | eine D-Nummer mit Sedanstraße 53, 55, 59 |           | 17. Dezember 1992  | 2628            |
| weitere Bilder                   | Wohnhaus                                                                | Sedansberg Sedanstraße 59                                  | eine D-Nummer mit Sedanstraße 53, 55, 57 |           | 17. Dezember 1992  | 2628            |
| weitere Bilder                   | Schulgebäude                                                            | Sedansberg Sedanstraße 61                                  | |           | 2. April 2001      | 4170            |
| weitere Bilder                   | Wohnhaus                                                                | Sedansberg Sedanstraße 63                                  | eine D-Nummer mit Sedanstraße 63a |           | 12. September 1996 | 4009            |
| weitere Bilder                   | Wohnhaus                                                                | Sedansberg Sedanstraße 63 a                                | eine D-Nummer mit Sedanstraße 63 |           | 12. September 1996 | 4009            |
| weitere Bilder                   | Wohnhaus                                                                | Sedansberg Sedanstraße 64                                  | |           | 21. Mai 1996       | 3911            |
| weitere Bilder                   | Wohnhaus                                                                | Sedansberg Sedanstraße 66                                  | |           | 26. Januar 1990    | 1687            |
| weitere Bilder                   | Wohnhaus                                                                | Sedansberg Sedanstraße 67                                  | |           | 18. Januar 1996    | 3844            |
| weitere Bilder                   | Wohnhaus                                                                | Sedansberg Sedanstraße 68                                  | |           | 25. Juli 1986      | 835             |
| weitere Bilder                   | Wohn- und Geschäftshaus                                                 | Sedansberg Sedanstraße 69                                  | |           | 18. Januar 1996    | 3845            |
| weitere Bilder                   | Wohnhaus                                                                | Sedansberg Sedanstraße 71                                  | |           | 12. April 2001     | 4178            |
| weitere Bilder                   | Wohnhaus                                                                | Sedansberg Sedanstraße 73                                  | |           | 22. Februar 1996   | 3868            |
| weitere Bilder                   | Wohnhaus                                                                | Sedansberg Sedanstraße 75                                  | eine D-Nummer mit Sedanstraße 77 |           | 27. August 1996    | 3989            |
| weitere Bilder                   | Wohn- und Geschäftshaus                                                 | Sedansberg Sedanstraße 76                                  | |           | 23. August 1999    | 4117            |
| weitere Bilder                   | Wohnhaus                                                                | Sedansberg Sedanstraße 77                                  | eine D-Nummer mit Sedanstraße 75 |           | 27. August 1996    | 3989            |
| weitere Bilder                   | Wohnhaus                                                                | Sedansberg Sedanstraße 78                                  | |           | 9. Mai 1996        | 3901            |
| weitere Bilder                   | Wohnhaus                                                                | Sedansberg Sedanstraße 79                                  | |           | 27. August 1996    | 3999            |
| weitere Bilder                   | Wohnhaus                                                                | Sedansberg Sedanstraße 81                                  | eine D-Nummer mit Sedanstraße 83 |           | 27. August 1996    | 3990            |
| Wohnhaus                         | Wohnhaus                                                                | Sedansberg Sedanstraße 82                                  | |           | 11. November 1994  | 3560            |
| weitere Bilder                   | Wohnhaus                                                                | Sedansberg Sedanstraße 83                                  | eine D-Nummer mit Sedanstraße 81 |           | 27. August 1996    | 3990            |
| weitere Bilder                   | Wohnhaus                                                                | Sedansberg Sedanstraße 84                                  | |           | 21. Mai 1996       | 3912            |
| Wohnhaus                         | Wohnhaus                                                                | Sedansberg Sedanstraße 85                                  | |           | 27. August 1996    | 3991            |
| weitere Bilder                   | Wohnhaus                                                                | Sedansberg Sedanstraße 87                                  | eine D-Nummer mit Sedanstraße 89 |           | 27. August 1996    | 3992            |
| weitere Bilder                   | Wohn- und Geschäftshaus                                                 | Sedansberg Sedanstraße 88                                  | eine bauliche Einheit und eine D-Nummer mit Drosselstraße 2/4 |           | 23. August 1999    | 4118            |
| weitere Bilder                   | Wohnhaus                                                                | Sedansberg Sedanstraße 89                                  | eine D-Nummer mit Sedanstraße 87 |           | 27. August 1996    | 3992            |
| weitere Bilder                   | Wohnhaus                                                                | Sedansberg Sedanstraße 91                                  | |           | 5. Februar 1996    | 3854            |
| weitere Bilder                   | Wohnhaus                                                                | Sedansberg Sedanstraße 93                                  | |           | 21. Mai 1996       | 3906            |
| Wohnhaus                         | Wohnhaus                                                                | Sedansberg Sedanstraße 95                                  | |           | 5. Februar 1996    | 3852            |
| Wohnhaus                         | Wohnhaus                                                                | Sedansberg Sedanstraße 97                                  | |           | 6. Oktober 1992    | 2485            |
| weitere Bilder                   | Wohnhaus                                                                | Sedansberg Sedanstraße 99                                  | |           | 22. September 1994 | 3544            |
| weitere Bilder                   | Siedlungshaus (Siedlung Nordpark)                                       | Sedansberg Seydlitzstraße 1                                | Bestandteil der Siedlung Nordpark | 1913      | 9. März 1993       | 2811            |
| weitere Bilder                   | Siedlungshaus (Siedlung Nordpark)                                       | Sedansberg Seydlitzstraße 2                                | Bestandteil der Siedlung Nordpark | 1914      | 20. Januar 1993    | 2704            |
| Siedlungshaus(Siedlung Nordpark) | Siedlungshaus (Siedlung Nordpark)                                       | Sedansberg Seydlitzstraße 3                                | Bestandteil der Siedlung Nordpark | 1913      | 9. März 1993       | 2801            |
| weitere Bilder                   | Siedlungshaus (Siedlung Nordpark)                                       | Sedansberg Seydlitzstraße 4                                | Bestandteil der Siedlung Nordpark | 1914      | 23. Dezember 1992  | 2643            |
| weitere Bilder                   | Siedlungshaus (Siedlung Nordpark)                                       | Sedansberg Seydlitzstraße 5                                | Bestandteil der Siedlung Nordpark | 1913      | 11. März 1993      | 2825            |
| weitere Bilder                   | Siedlungshaus (Siedlung Nordpark)                                       | Sedansberg Seydlitzstraße 6                                | Bestandteil der Siedlung Nordpark | 1914      | 23. Dezember 1992  | 2644            |
| weitere Bilder                   | Siedlungshaus (Siedlung Nordpark)                                       | Sedansberg Seydlitzstraße 7                                | Bestandteil der Siedlung Nordpark | 1913      | 9. März 1993       | 2802            |
| weitere Bilder                   | Siedlungshaus (Siedlung Nordpark)                                       | Sedansberg Seydlitzstraße 8                                | Bestandteil der Siedlung Nordpark | 1914      | 23. Dezember 1992  | 2642            |
| weitere Bilder                   | Siedlungshaus (Siedlung Nordpark)                                       | Sedansberg Seydlitzstraße 9                                | Bestandteil der Siedlung Nordpark | 1913      | 12. November 1992  | 2530            |
| weitere Bilder                   | Siedlungshaus (Siedlung Nordpark)                                       | Sedansberg Seydlitzstraße 11                               | Bestandteil der Siedlung Nordpark | 1913      | 18. Februar 1993   | 2770            |
| weitere Bilder                   | Siedlungshaus (Siedlung Nordpark)                                       | Sedansberg Seydlitzstraße 13                               | Bestandteil der Siedlung Nordpark | 1913      | 19. Februar 1993   | 2771            |
| weitere Bilder                   | Siedlungshaus (Siedlung Nordpark)                                       | Sedansberg Seydlitzstraße 15                               | Bestandteil der Siedlung Nordpark | 1913      | 19. Februar 1993   | 2772            |
| weitere Bilder                   | Siedlungshaus (Siedlung Nordpark)                                       | Sedansberg Seydlitzstraße 16                               | Bestandteil der Siedlung Nordpark | 1913/14   | 17. März 1993      | 2835            |
| weitere Bilder                   | Siedlungshaus (Siedlung Nordpark)                                       | Sedansberg Seydlitzstraße 18                               | Bestandteil der Siedlung Nordpark | 1913/14   | 11. März 1993      | 2823            |
| weitere Bilder                   | Siedlungshaus (Siedlung Nordpark)                                       | Sedansberg Seydlitzstraße 20                               | Bestandteil der Siedlung Nordpark | 1913/14   | 11. März 1993      | 2822            |
| weitere Bilder                   | Siedlungshaus (Siedlung Nordpark)                                       | Sedansberg Seydlitzstraße 22                               | Bestandteil der Siedlung Nordpark | 1913/14   | 11. März 1993      | 2824            |
| weitere Bilder                   | Kirche (Evangelische Erlöserkirche)                                     | Sedansberg Stahlstraße 9                                   | Ehemals Stahlstraße 15a |           | 30. August 1985    | 565             |
| weitere Bilder                   | Wohnhaus                                                                | Sedansberg Stieglitzstraße 8                               | |           | 18. Januar 1994    | 3261            |
| weitere Bilder                   | Wohnhaus                                                                | Sedansberg Stieglitzstraße 10                              | |           | 27. Januar 1994    | 3273            |
| weitere Bilder                   | Wohnhaus                                                                | Sedansberg Stieglitzstraße 12                              | |           | 18. Januar 1994    | 3262            |
| Wohnhaus                         | Wohnhaus                                                                | Sedansberg Stieglitzstraße 13                              | |           | 18. Januar 1994    | 3263            |
| weitere Bilder                   | Wohnhaus                                                                | Sedansberg Stieglitzstraße 15                              | |           | 10. Dezember 1993  | 3232            |
| weitere Bilder                   | Wohnhaus                                                                | Sedansberg Stieglitzstraße 16                              | |           | 1. Februar 1991    | 1863            |
| Wohnhaus                         | Wohnhaus                                                                | Sedansberg Stieglitzstraße 17                              | |           | 18. Januar 1994    | 3264            |
| weitere Bilder                   | Wohnhaus                                                                | Sedansberg Stieglitzstraße 18                              | |           | 27. Januar 1994    | 3274            |
| Wohnhaus                         | Wohnhaus                                                                | Sedansberg Stieglitzstraße 19                              | |           | 10. Dezember 1992  | 2609            |
| weitere Bilder                   | Wohn- und Geschäftshaus                                                 | Sedansberg Stieglitzstraße 20                              | |           | 21. Juni 1994      | 3437            |
| weitere Bilder                   | Wohnhaus                                                                | Sedansberg Stieglitzstraße 21                              | |           | 3. Dezember 1992   | 2593            |
| weitere Bilder                   | Wohnhaus                                                                | Sedansberg Stieglitzstraße 23                              | |           | 19. April 1994     | 3377            |
| weitere Bilder                   | Wohnhaus                                                                | Sedansberg Winchenbachstraße 8 (Hofeshaus in der Leimbach) | |           | 26. Februar 1986   | 722             |
| weitere Bilder                   | Siedlungshaus (Siedlung Nordpark)                                       | Sedansberg Zietenstraße 1                                  | Bestandteil der Siedlung Nordpark | 1924      | 11. Februar 1993   | 2749            |
| weitere Bilder                   | Siedlungshaus (Siedlung Nordpark)                                       | Sedansberg Zietenstraße 2                                  | Bestandteil der Siedlung Nordpark | 1924      | 26. März 1993      | 2849            |
| weitere Bilder                   | Siedlungshaus (Siedlung Nordpark)                                       | Sedansberg Zietenstraße 5                                  | Bestandteil der Siedlung Nordpark | 1912      | 11. Februar 1993   | 2752            |
| weitere Bilder                   | Siedlungshaus (Siedlung Nordpark)                                       | Sedansberg Zietenstraße 6                                  | Bestandteil der Siedlung Nordpark | 1912/13   | 22. März 1993      | 2839            |
| Siedlungshaus(Siedlung Nordpark) | Siedlungshaus (Siedlung Nordpark)                                       | Sedansberg Zietenstraße 7                                  | Bestandteil der Siedlung Nordpark | 1912      | 11. Februar 1993   | 2750            |
| weitere Bilder                   | Siedlungshaus (Siedlung Nordpark)                                       | Sedansberg Zietenstraße 8                                  | Bestandteil der Siedlung Nordpark | 1912/13   | 17. März 1993      | 2832            |
| weitere Bilder                   | Siedlungshaus (Siedlung Nordpark)                                       | Sedansberg Zietenstraße 9                                  | Bestandteil der Siedlung Nordpark | 1914      | 23. Dezember 1992  | 2641            |
| weitere Bilder                   | Siedlungshaus (Siedlung Nordpark)                                       | Sedansberg Zietenstraße 11                                 | Bestandteil der Siedlung Nordpark | 1914      | 20. Januar 1993    | 2703            |
| Siedlungshaus(Siedlung Nordpark) | Siedlungshaus (Siedlung Nordpark)                                       | Sedansberg Zietenstraße 12                                 | Bestandteil der Siedlung Nordpark | 1916      | 17. März 1993      | 2829            |
| weitere Bilder                   | Siedlungshaus (Siedlung Nordpark)                                       | Sedansberg Zietenstraße 13                                 | Bestandteil der Siedlung Nordpark | 1914      | 27. Januar 1993    | 2708            |
| weitere Bilder                   | Siedlungshaus (Siedlung Nordpark)                                       | Sedansberg Zietenstraße 14                                 | Bestandteil der Siedlung Nordpark | 1915      | 9. März 1993       | 2808            |
| weitere Bilder                   | Siedlungshaus (Siedlung Nordpark)                                       | Sedansberg Zietenstraße 16                                 | Bestandteil der Siedlung Nordpark | 1915      | 9. März 1993       | 2807            |
| weitere Bilder                   | Siedlungshaus (Siedlung Nordpark)                                       | Sedansberg Zietenstraße 18                                 | Bestandteil der Siedlung Nordpark | 1915      | 9. März 1993       | 2804            |
| weitere Bilder                   | Siedlungshaus (Siedlung Nordpark)                                       | Sedansberg Zietenstraße 21                                 | Bestandteil der Siedlung Nordpark | 1912      | 17. März 1993      | 2830            |
| weitere Bilder                   | Siedlungshaus (Siedlung Nordpark)                                       | Sedansberg Zietenstraße 23                                 | Bestandteil der Siedlung Nordpark | 1912      | 17. März 1993      | 2831            |
| weitere Bilder                   | Siedlungshaus (Siedlung Nordpark)                                       | Sedansberg Zietenstraße 25                                 | Bestandteil der Siedlung Nordpark | 1912      | 30. März 1993      | 2858            |
| weitere Bilder                   | Siedlungshaus (Siedlung Nordpark)                                       | Sedansberg Zietenstraße 27                                 | Bestandteil der Siedlung Nordpark | 1912      | 20. Januar 1993    | 2686            |
| weitere Bilder                   | Siedlungshaus (Siedlung Nordpark)                                       | Sedansberg Zietenstraße 29                                 | Bestandteil der Siedlung Nordpark | 1912/13   | 20. Januar 1993    | 2685            |
| weitere Bilder                   | Siedlungshaus (Siedlung Nordpark)                                       | Sedansberg Zietenstraße 31                                 | Bestandteil der Siedlung Nordpark | 1913      | 20. Januar 1993    | 2691            |
| weitere Bilder                   | Siedlungshaus (Siedlung Nordpark)                                       | Sedansberg Zietenstraße 33                                 | Bestandteil der Siedlung Nordpark | 1913      | 9. März 1993       | 2814            |
| weitere Bilder                   | Siedlungshaus (Siedlung Nordpark)                                       | Sedansberg Zietenstraße 35                                 | Bestandteil der Siedlung Nordpark | 1913      | 24. Februar 1993   | 2773            |
| weitere Bilder                   | Siedlungshaus (Siedlung Nordpark)                                       | Sedansberg Zietenstraße 37                                 | Bestandteil der Siedlung Nordpark | 1913      | 24. Februar 1993   | 2784            |
| weitere Bilder                   | Siedlungshaus (Siedlung Nordpark)                                       | Sedansberg Zietenstraße 39                                 | Bestandteil der Siedlung Nordpark | 1913/14   | 23. März 1993      | 2843            |
| weitere Bilder                   | Siedlungshaus (Siedlung Nordpark)                                       | Sedansberg Zietenstraße 41                                 | Bestandteil der Siedlung Nordpark | 1913/14   | 23. März 1993      | 2842            |

### Baudenkmäler in Bearbeitung
Folgende Objekte werden noch geprüft oder deren Status ist in der Denkmalliste nicht klar ersichtlich.
| Bild           | Bezeichnung                                | Lage                            | Beschreibung          | Bauzeit | Eingetragen seit | Denkmal- nummer |
| -------------- | ------------------------------------------ | ------------------------------- | --------------------- | ------- | ---------------- | --------------- |
| weitere Bilder | Fabrikgebäude                              | Sedansberg Hatzfelder Straße 14 | Status wird überprüft |         |                  | 0               |
| weitere Bilder | Siedlungshaus (Siedlung Wichelhausberg II) | Sedansberg Meisenstraße 10      | Status wird überprüft |         |                  | 0               |
| weitere Bilder | Siedlungshaus (Siedlung Wichelhausberg II) | Sedansberg Meisenstraße 12      | Status wird überprüft |         |                  | 0               |
| weitere Bilder | Siedlungshaus (Siedlung Wichelhausberg II) | Sedansberg Meisenstraße 14      | Status wird überprüft |         |                  | 0               |
| weitere Bilder | Siedlungshaus (Siedlung Wichelhausberg II) | Sedansberg Meisenstraße 18      | Status wird überprüft |         |                  | 0               |
| weitere Bilder | Siedlungshaus (Siedlung Wichelhausberg II) | Sedansberg Meisenstraße 20      | Status wird überprüft |         |                  | 0               |
| weitere Bilder | Siedlungshaus (Siedlung Wichelhausberg II) | Sedansberg Meisenstraße 22      | Status wird überprüft |         |                  | 0               |
| weitere Bilder | Siedlungshaus (Siedlung Wichelhausberg II) | Sedansberg Meisenstraße 24      | Status wird überprüft |         |                  | 0               |
| weitere Bilder | Siedlungshaus (Siedlung Wichelhausberg II) | Sedansberg Meisenstraße 28      | Status wird überprüft |         |                  | 0               |

### Ausgetragene Baudenkmäler
| Bild           | Bezeichnung                                     | Lage                      | Beschreibung                                                 | Bauzeit   | Eingetragen seit | Denkmal- nummer |
| -------------- | ----------------------------------------------- | ------------------------- | ------------------------------------------------------------ | --------- | ---------------- | --------------- |
| weitere Bilder | Wohnhaus mit Kindergarten (Hochhaus Sedansberg) | Sedansberg Amselstraße 23 | Ausgetragenes Baudenkmal (Austragungsdatum: 10. Januar 2011) | 1920-1922 | 27. August 1996  | 0               |